# Хуан Антонио Оренга
Хуан Антонио Оренга Форсада (шп. Juan Antonio Orenga Forcada; Кастељон де ла Плана, 29. јул 1966) је бивши шпански кошаркаш, а сада кошаркашки тренер. Селектор је репрезентације Шпаније.
Оренга је као играч освојио шпанско првенство. Био је проглашен за најкориснијег играча Шпанског купа 1991. и освојио је Шпански куп 1992. Такође је освојио Куп Рајмунда Сапорте 1984. и 1997.
Играо је 128 пута за шпанску репрезентацију. Наступао је на Олимпијским играма 1992, Светском првенству 1994. и Светском првенству 1998.
После оставке Серђа Скариола, Оренга је у новембру 2012. изабран за новог селектора шпанске репрезентације. Као селектор је са репрезентацијом освојио бронзану медаљу на Европском првенству 2013.